# 陵墓参考地

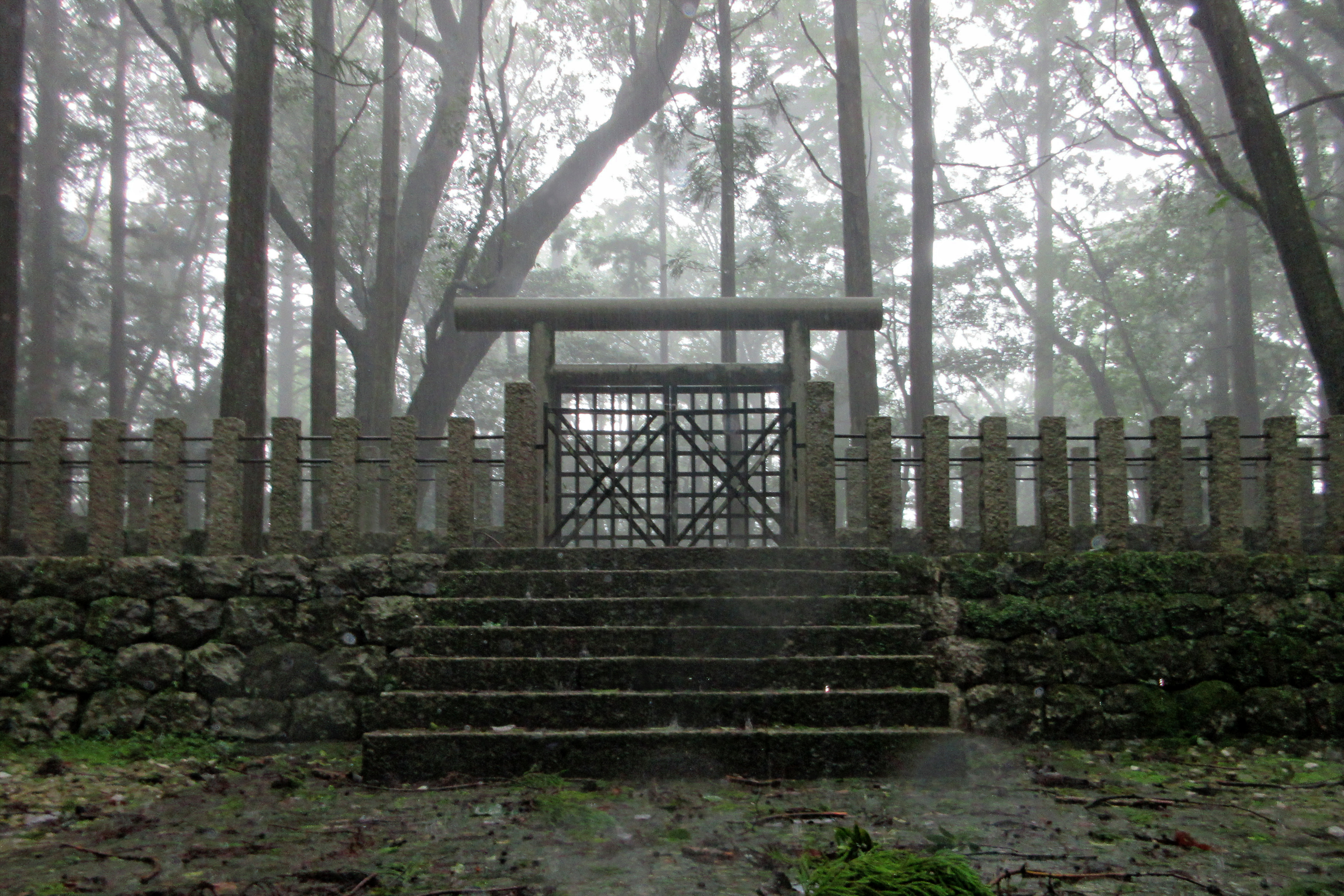
越知陵墓参考地（高知県越知町）

陵墓参考地（りょうぼさんこうち）とは、広義の陵墓のうち、被葬者が特定出来ないが陵墓である可能性が高いため、宮内庁により管理されている墳墓等のこと。1882年にできた「御陵墓見込地」に始まり、様々な変遷を経て1993年3月現在で46基を数える。狭義の陵墓と同様に立ち入りなどは認められていないが、祭祀の対象とはなっていない。
本記事では、陵墓参考地が成立する以前の「御陵墓見込地」「御陵墓伝説地」「御陵墓伝説参考地」「御陵墓参考地」についても解説する。

## 現在の陵墓参考地一覧
1993年（平成5年）3月の『陵墓要覧』では以下の46基が記載されている。なお『陵墓要覧』（1993年）に推定被葬者は明記されていないため、「該当御方」は『陵墓参考地一覧』（1949年）に依った。掲載順や住所表記は『陵墓要覧』の表記のまま。また考証1は『陵墓参考地一覧』（1949年）、考証2は『陵墓参考地一覧』（1957年改訂）、考証3は『陵墓参考地一覧』（1958年）に記載されるものを転載。それぞれの意味については#太平洋戦争後の陵墓参考地の考証を参照のこと。
| 名称                         | 所在地                                           | 該当御方                                       | 考証1   | 考証2   | 考証3 | 備考 |
| ---------------------------- | ------------------------------------------------ | ---------------------------------------------- | ------- | ------- | ----- | --- |
| 西三川陵墓参考地             | 新潟県佐渡郡真野町大字西三川                     | 順徳天皇皇子彦成王                             | 第2類   | 第4類   | 第2類 | 遺跡名：法名院塚。明治31年12月6日指定。 |
| 御室陵墓参考地               | 京都市右京区御室大内                             | 光孝天皇                                       | 第2類   | 第2類   | 第2類 | 明治24年指定。 |
| 円山陵墓参考地               | 京都市右京区嵯峨大覚寺門前登リ町                 | 淳和天皇皇后正子内親王                         | 第3類   | 第3類   | 第3類 | 遺跡名：円山古墳。明治32年12月27日指定。昭和10年の報告書により被葬者が正子内親王である可能性は否定されている。昭和24年には大覚寺への移管が検討されたが、現在に至るまで指定解除されていない。                                      |
| 入道塚陵墓参考地             | 京都市右京区嵯峨大沢柳井出町                     | 淳和天皇皇子恒貞親王                           | 第3類   | 第3類   | 第3類 | 遺跡名：入道塚古墳。明治32年12月27日指定。昭和10年の報告書により被葬者が恒貞親王である可能性は否定されている。昭和24年には大覚寺への移管が検討されたが、現在に至るまで指定解除されていない。                                      |
| 沓塚陵墓参考地               | 京都市伏見区深草田谷町                           | 天智天皇6世皇孫聖宝                            | 第3類   | 第3類   | 第3類 | 明治42年7月26日指定。昭和24年・昭和33年には聖宝について「皇族にあらず」と記され宮内庁で管理する必要がないとされたが、現在に至るまで指定解除されていない。                                                                         |
| 浄菩提院塚陵墓参考地         | 京都市伏見区竹田小屋ノ内町                       | 後鳥羽天皇皇女尊称皇后昇子内親王春華門院       | 第2類   | 第4類   | 第2類 | 明治36年4月21日指定。付近に散在する四十八塚のひとつ。 |
| 後宮塚陵墓参考地             | 京都市伏見区竹田小屋ノ内町                       | 不明                                           | 第2類   | 第4類   | 第2類 | 明治36年4月21日指定。付近に散在する四十八塚のひとつ。 |
| 中宮塚陵墓参考地             | 京都市伏見区竹田田中宮町                         | 不明                                           | 第2類   | 第4類   | 第2類 | 明治36年4月21日指定。付近に散在する四十八塚のひとつ。昭和46年に都市計画により現在地に移葬。従前の所在地は京都市伏見区竹田小屋ノ内町。                                                                                             |
| 大亀谷陵墓参考地             | 京都市伏見区深草大亀谷古御香町                   | 桓武天皇                                       | 第2類   | 第2類   | 第2類 | 大正14年1月29日指定。増田于信が現陵である柏原陵を否定する論考が発表された直後に指定されている。 |
| 玉津陵墓参考地               | 兵庫県神戸市西区王塚台3丁目                      | 用明天皇皇子当麻皇子妃舎人姫王                 | 第3類   | 第3類   | 第3類 | 遺跡名：吉田大塚古墳。明治33年5月4日指定。 |
| 西市陵墓参考地               | 山口県豊浦郡豊田町大字地吉                       | 安徳天皇                                       | 第3類   | 第3類   | 第3類 | 明治16年4月5日指定。 |
| 勾金陵墓参考地               | 福岡県田川郡香春町大字鏡山                       | 天武天皇皇孫河内王                             | 第1類   | 第1類   | 第1類 | 遺跡名：外輪崎古墳。明治28年12月4日指定。 |
| 佐須陵墓参考地               | 長崎県下県郡厳原町大字久根田舎                   | 安徳天皇                                       | 第3類   | 第3類   | 第3類 | 明治16年3月23日指定。 |
| 花園陵墓参考地               | 熊本県宇土市岡町字晩免                           | 安徳天皇                                       | 第3類   | 第3類   |       | 明治21年12月26日指定。 |
| 北川陵墓参考地               | 宮崎県東臼杵郡北川町大字長井                     | 瓊々杵尊                                       | 第3類   | 第3類   | 第3類 | 明治28年12月4日指定。 |
| 男狭穂塚・女狭穂塚陵墓参考地 | 宮崎県西都市大字三宅字丸山                       | 瓊々杵尊・木花開耶媛                           | 第3類   | 第3類   | 第3類 | 遺跡名：男狭穂塚古墳・女狭穂塚古墳。明治28年12月4日指定。昭和33年には指定解除が検討されたが、現在に至るまで解除されていない。平成8年以降には毎年古墳祭りが行われ、1日だけ見学が許可されている。                                   |
| 鵜戸陵墓参考地               | 宮崎県日南市大字宮浦鵜戸神宮山内                 | 鸕鷀草葺不合尊                                 | 第3類   | 第3類   | 第3類 | 明治28年12月4日指定。 |
| 下坂本陵墓参考地             | 滋賀県大津市木の岡町字木ノ岡山                   | 天智天皇皇后倭姫                               | 第2類   | 第2類   | 第2類 | 遺跡名：木の岡本塚古墳。明治26年12月25日指定。4基の陪塚をもち、それぞれ飛地に指定されている。 |
| 安曇陵墓参考地               | 滋賀県高島郡安曇川町大字田中字山崎               | 応神天皇玄孫宇非王王子彦主人王継体天皇御父     | 第1類   | 第1類   | 第1類 | 遺跡名：田中王塚古墳。明治38年5月25日指定。3基の陪塚をもつ。 |
| 天王塚陵墓参考地             | 京都市左京区岡崎入江町平安神宮内                 | 後三条天皇火葬塚                               | 第2類   | 第4類   | 第2類 | 明治27年1月6日指定。 |
| 東山本町陵墓参考地           | 京都市東山区本町16丁目                           | 仲恭天皇                                       | 第2類甲 | 第2類   | 第2類 | 大正13年12月指定。 |
| 雲部陵墓参考地               | 兵庫県多紀郡篠山町東本荘字城山の坪               | 開化天皇皇子彦坐王王子丹波道主命               | 第2類甲 | 第1類   | 第1類 | 遺跡名：雲部車塚古墳。明治32年7月6日指定。 |
| 宇倍野陵墓参考地             | 鳥取県岩美郡国府町大字岡益                       | 安徳天皇                                       | 第3類   | 第3類   | 第3類 | 遺跡名：岡益の石堂。明治28年12月4日指定。 |
| 岩坂陵墓参考地               | 島根県八束郡八雲村大字日吉字神納                 | 伊弉冉尊                                       | 第3類   | 第3類   | 第3類 | 明治33年4月20日指定。 |
| 宇治山田陵墓参考地           | 三重県伊勢市倭町                                 | 垂仁天皇皇女倭姫                               | 第2類   | 第4類   | 第2類 | 遺跡名：尾部古墳。明治41年指定。 |
| 黄金塚陵墓参考地             | 奈良市田中町                                     | 天武天皇皇子崇道尽敬皇帝舎人親王               | 第2類   | 第1類   | 第1類 | 遺跡名：帯解黄金塚古墳。明治24年9月19日指定。 |
| 宇和奈辺陵墓参考地           | 奈良市法華寺町                                   | 仁徳天皇皇后八田皇女                           | 第2類   | 第2類   | 第2類 | 遺跡名：ウワナベ古墳。明治18年4月6日指定。2基の陪塚をもつ。 |
| 小奈辺陵墓参考地             | 奈良市法華寺町                                   | 仁徳天皇皇后磐之媛命                           | 第2類   | 第2類   | 第2類 | 遺跡名：コナベ古墳。明治18年4月6日指定。7基の陪塚をもつ。 |
| 郡山陵墓参考地               | 奈良県大和郡山市新木町                           | 桓武天皇尚蔵阿倍古美奈                         | 第3類   | 第3類   | 第3類 | 遺跡名：郡山新木山古墳。明治30年9月15日指定。昭和12年に指定解除すべきとの答申があったが現在に至るまで解除されていない。 |
| 畝傍陵墓参考地               | 奈良県橿原市五条野町                             | 天武天皇・持統天皇                             | 第2類   | 第2類   | 第2類 | 遺跡名：見瀬丸山古墳。明治30年9月15日指定。指定は後円部の一部のみ。一時、被葬者は欽明天皇との説もあった。昭和12年に指定解除が検討されたが、昭和13年には非解除が決定された。陵墓参考地としては例外的に国指定史跡に指定されている。 |
| 磐園陵墓参考地               | 奈良県大和高田市大字築山                         | 顕宗天皇                                       | 第2類   | 第2類甲 | 第2類 | 遺跡名：築山古墳。明治20年5月24日指定。 |
| 陵西陵墓参考地               | 奈良県大和高田市大字池田                         | 顕宗天皇皇后難波小野女王                       | 第2類   | 第2類   | 第2類 | 遺跡名：狐井塚古墳。明治30年9月15日指定。一時、被葬者は顕宗天皇とする説もあった。5基の陪塚をもつ。 |
| 富郷陵墓参考地               | 奈良県生駒郡斑鳩町大字三井                       | 用明天皇皇子聖徳太子王子山背大兄王             | 第2類   | 第4類   | 第2類 | 遺跡名：三井岡原古墳。明治30年9月15日指定。 |
| 三吉陵墓参考地               | 奈良県北葛城郡広陵町大字三吉                     | 敏達天皇皇子押坂彦人大兄皇子舒明天皇御父       | 第2類   | 第2類   | 第2類 | 遺跡名：新木山古墳。明治19年6月指定。 |
| 大塚陵墓参考地               | 奈良県北葛飾郡広陵町大字大塚                     | 武烈天皇                                       | 第2類   | 第2類甲 | 第2類 | 遺跡名：新山古墳。明治19年12月13日指定。 |
| 川上陵墓参考地               | 奈良県吉野郡川上村大字高原                       | 後醍醐天皇女御尊称皇太后藤原廉子新待賢門院     | 第2類   | 第4類   | 第2類 | 明治36年4月2日指定。 |
| 藤井寺陵墓参考地             | 大阪府藤井寺津堂                                 | 允恭天皇                                       | 第2類   | 第2類   | 第2類 | 遺跡名：津堂城山古墳。大正5年10月14日指定。指定は後円部の一部のみ。陵墓参考地としては例外的に国指定史跡に指定されている。 |
| 大塚陵墓参考地               | 大阪府松原市西大塚1丁目・羽曳野市南恵我之荘7丁目 | 雄略天皇                                       | 第2類   | 第2類   | 第2類 | 遺跡名：河内大塚山古墳。大正14年9月21日指定。過去には国指定史跡に指定されていたが、昭和16年に解除された。 |
| 東百舌鳥陵墓参考地           | 大阪府堺市百舌鳥西之町3丁（旧大字土師字陵）      | 反正天皇                                       | 第2類   | 第2類   | 第2類 | 遺跡名：ニサンザイ古墳。明治42年10月21日指定。周濠は民有地。 |
| 百舌鳥陵参考地               | 大阪府堺市百舌鳥本町1丁（旧大字高田字御廟）      | 応神天皇                                       | 第2類   | 第2類   | 第2類 | 遺跡名：御廟山古墳。明治34年12月9日指定。周濠は民有地。 |
| コウボ坂陵墓参考地           | 大阪府河内長野市寺元観心寺内                     | 後醍醐天皇女御尊称皇太后藤原藤原廉子新待賢門院 | 第2類   | 第4類   | 第2類 | 昭和6年11月7日指定。 |
| 檜尾塚陵墓参考地             | 大阪府河内長野市寺元                             | 後醍醐天皇女御尊称皇太后藤原廉子新待賢門院     | 第2類   | 第4類   | 第2類 | 明治30年9月15日指定。 |
| 市陵墓参考地                 | 兵庫県三原郡三原町十一ヶ所字のぼり               | 淳仁天皇初葬地                                 | 第2類   | 第2類   | 第2類 | 明治41年3月3日指定。 |
| 妻鳥陵墓参考地               | 愛媛県川之江市妻鳥町字春宮山                     | 允恭天皇皇子木梨軽皇子                         | 第2類   | 第2類   | 第2類 | 遺跡名：東宮山古墳。明治28年指定。 |
| 大井陵墓参考地               | 愛媛県越智郡大西町大字宮脇                       | 後醍醐天皇皇子尊真親王                         | 第3類   | 第3類   | 第3類 | 明治33年5月14日指定。 |
| 越知陵墓参考地               | 高知県高岡郡越知町越知                           | 安徳天皇                                       | 第3類   | 第3類   | 第3類 | 明治16年4月5日指定。ただし同年3月23日指定とする史料もある。 |

## 過去に陵墓参考地であった墳墓一覧
過去に陵墓参考地（御陵墓見込地・御陵墓伝説地）であった墳墓が、その後の調査で正式な陵墓へ移行、あるいは指定解除された墳墓の一覧。
| 旧陵墓参考地名称                           | 陵墓名称           | 所在地                                 | 被葬者                       | 備考 |
| ------------------------------------------ | ------------------ | -------------------------------------- | ---------------------------- | --- |
| 下嵯峨陵墓参考地                           | 嵯峨東陵           | 京都市右京区嵯峨天龍寺角倉町           | 長慶天皇                     | 昭和16年9月27日に陵墓参考地に指定。のち昭和19年2月11日に陵墓に指定。 |
| 紀伊郡伏見町大字丹後の御陵墓伝説地         | 伏見松林院陵       | 山城国紀伊郡伏見町大字丹後             | 後伏見天皇玄孫御崇光天皇     | 明治36年に御陵墓伝説地に指定。のち大正14年までに陵に指定。 |
| 矢作陵墓参考地                             | 五十狭城入彦皇子墓 | 三河国碧海群本郷村大字西本郷字和志山   | 景行天皇皇子五十狭城入彦皇子 | 遺跡名：和志山古墳。明治28年12月4日に気入彦命の墓の見込として御陵墓伝説地に指定。のち昭和16年4月18日に陵墓に指定。                                                               |
| 大和国吉野郡上北山村大字小橡の御陵墓伝説地 | 河野宮墓           | 大和国吉野郡上北山村大字小橡瀧川寺境内 | 後村上天皇末孫河野宮         | 明治28年12月4日に後亀山天皇皇孫尊秀王墓の見込として御陵墓伝説地に指定。のち明治45年1月29日に河野宮墓として陵墓に治定。なお同時に尊秀王（北山宮）の墓は別の場所に治定されている。 |

| 旧陵墓参考地名称                               | 所在地                           | 該当御方                                             | 備考 |
| ---------------------------------------------- | -------------------------------- | ---------------------------------------------------- | --- |
| 鵺塚陵墓参考地                                 | 京都市左京区岡崎最勝寺町         | 高倉天皇皇子後高倉天皇守貞親王                       | 明治27年1月6日に陵墓参考地に指定。過去には後三条天皇火葬塚とする説もあった。昭和30年7月1日から調査が行われたのち移設され、これに伴って同年8月17日に指定解除。 |
| 秘塚陵墓参考地                                 | 京都市左京区岡崎最勝寺町         | 高倉天皇皇子後高倉天皇守貞親王王女尊称皇后利子内親王 | 明治27年1月6日に陵墓参考地に指定。昭和30年7月1日から調査が行われたのち移設され、これに伴って同年8月17日に指定解除。                                           |
| 相馬陵墓参考地                                 | 青森県中津軽郡紙漉沢村字ウヘノ堂 | 長慶天皇                                             | 明治21年12月27日に御陵墓伝説参考地として指定。昭和19年に嵯峨東陵の治定に伴い指定解除。                                                                        |
| 河根陵墓参考地                                 | 和歌山県伊都郡河根村大字丹生川   | 長慶天皇                                             | 明治21年12月24日に御陵墓伝説地として指定。昭和19年に嵯峨東陵の治定に伴い指定解除。                                                                            |
| 肥後国阿蘇郡中通村ノ内西河原詠塚の御陵墓参考地 | 肥後国阿蘇郡中通村ノ内西河原詠塚 | 神八井耳命孫阿蘇国造速瓶玉命                         | 遺跡名：上御倉古墳。明治28年12月4日に御陵墓参考地として指定。しかし明治30年以降の史料には記載なし。指定解除の経緯は不明。                                     |

## 沿革

### 前史
天皇を頂点とした政治体制を敷いた明治政府は、歴代陵墓を管理するようになる。一部を除く天皇の陵は近世の治定を引き継いだが、皇后の陵や皇族の墓にいたっては不明なものが多く、これらを決定していく必要が生じた。明治4年（1872年）に政府は「后妃 皇子 皇女等御陵墓」の取調べを全国府藩県に命じた。この調査の経過は不明であるが、1935年（昭和10年）の『陵墓参考地』には1873年（明治6年）3月に対馬の「安徳天皇御陵と称する場所」の保護を「村戸長」に命じたと記されている。
1881年（明治14年）には天武・持統天皇陵が現在の野口王墓古墳（現檜隈大内陵）に治定された。これに伴い従前の見瀬丸山古墳（現畝傍陵墓参考地）は指定を解かれたが、「見込みある場所」なので「そのまま差し置く」として引き続き宮内省の管轄下に置かれた。

### 御陵墓見込地
その後も陵墓の調査は継続したが、1882年（明治15年）時点で顕宗天皇はじめ13陵、皇后以下はヒメタタライスズヒメをはじめ多数の陵墓が依然として決定できずにいた。また陵墓の可能性がある土地は田畑になっている場所もあり、このまま放置すれば調査・治定までに墳墓が棄損される可能性があった。そこで宮内卿の徳大寺実則の上申により、陵墓の可能性のある土地を官有地であるなら地種の変更、民有地であるならば買い上げした上で「御陵墓見込地」とするようになった。
1883年（明治16年）には山口県豊浦郡地吉村（現西市陵墓参考地）・高知県高岡郡越知村（現越知陵墓参考地）・長崎県下県郡久根田舎村（現佐須陵墓参考地）の3か所を安徳天皇の御陵墓見込地に設定した。
さらに1885年（明治18年）には奈良県添上郡法華寺町宇和那辺（現宇和奈辺陵墓参考地・ウワナベ古墳）と同小那辺（現小奈辺陵墓参考地・コナベ古墳）の古墳が御陵墓見込地に設定された。両古墳は文久修陵では元明天皇と元正天皇の陵とされていたが、慶応年間に両陵が現在の添上郡奈良阪村養老ヶ峯に治定された事を受け、民有地となっていた。
なお、この時の記録に明記されていないが、御陵墓見込地には推定被葬者名が冠されていた。

### 御陵墓伝説地
1885年（明治18年）には、新たに「御陵墓伝説地」というカテゴリーが設定された。これは上述した3か所の「安徳天皇御陵墓見込地」を対象としたもので、これにより冠する被葬者名を外され、単に「御陵墓伝説地」と称されるようになった。

### 御陵墓伝説参考地
1888年（明治21年）には、新たに「御陵墓伝説参考地」というカテゴリーが設定され、のちに花園・相馬・越知・西市・佐須陵墓参考地となる地が指定された。このうち花園・越知・西市・佐須陵墓参考地は、いずれも安徳天皇のものとして御陵墓見込地や御陵墓伝説地に指定されたものである。また相馬陵墓参考地になった地は長慶天皇を被葬者として明治21年12月27日に指定されたが、これは長慶天皇の在位が公的に認められた大正15年よりも早い点で注目される。

### 御陵墓参考地
1895年（明治28年）には、新たに「御陵墓参考地」というカテゴリーが設定された。また1897年（明治30年）までに「御陵墓見込地」「御陵墓伝説参考地」のカテゴリーは無くなった。これにより「御陵墓伝説地」と「御陵墓参考地」の2カテゴリーが併設されれるようになるが、御陵墓伝説地は御陵墓参考地よりも陵墓の可能性が高いものとされた。
1897年（明治30年）7月発行の『陵墓一覧』では、御陵墓伝説地が20箇所、御陵墓参考地が6箇所、指定されている。つづいて1901年（明治34年）4月発行の『陵墓一覧』では新たに御陵墓伝説地として4箇所、御陵墓参考地として2箇所が追加されているが、そのいっぽうで明治30年版の御陵墓参考地に記載されていた、のちの畝傍・郡山・富郷・陵西陵墓参考地の4箇所が記載されていない。この未記載の4箇所について外池昇は「何らかの事情があり掲載できなかった」と推測している。
1915年（大正4年）10月発行の『陵墓要覧』では、明治34年版で記載されなかった4箇所が再び記載されているほか、新たに指定されたものが追記されている。さらに1925年（大正14年）には枢密院の内部資料として『陵墓一覧』が作成された。

### 皇室陵墓令施行規則
1926年（大正15年）には、陵墓管理体制の規則として『皇室陵墓令』と『皇室陵墓令施行規則』た施行された。これらは宮内庁の陵墓管理の原型として、現在に至るまで影響のある法令である。このうち『皇室陵墓令施行規則』の第18条に「陵墓参考地」の文言が現れ、従前の「御陵墓伝説地」「御陵墓参考地」の2カテゴリーが統一された。ただし、内容は「台帳に登録し図面を添付する」とされているだけであり、具体的な規定については定められていない。この内容について外池は「とても法的な根拠と考えられない」としている。
また1927年（昭和2年）には、陵墓参考地の呼称について「すでに固有名称がある場合にはその名称を冠すること。固有名称が無いものは所在地の町村名を、同じ町村に2箇所以上ある場合には大字名を、同じ大字に2箇所以上ある場合は小字名までを冠すること」と決定された。

### 臨時陵墓調査委員会と陵墓参考地の考証
1935年（昭和10年）から1944年（昭和19年）まで、宮内大臣の諮問機関として臨時陵墓調査委員会が設置された。調査委員会は黒板勝美を筆頭に国学者・考古学者の学者が委員となり、陵墓と陵墓参考地あわせて42箇所を調査・報告し、これにより長慶天皇の嵯峨東陵を始めとして1陵11墓が治定された。
この調査委員会についての資料『臨時陵墓調査委員会諮問要綱及諮問要点』によれば「陵墓参考地は一定の必要により存置されたものであるが、調査如何によっては存置の必要なきものも出てくるであろう。就いてはどの様に存置の必要のない事を認めるべきか、また指定解除の処置について諮問する」と記されており、新たな陵墓参考地の指定だけではなく、既存の陵墓参考地の解除についても検討されていた点が注目される。

### 太平洋戦争後の陵墓参考地の考証
太平洋戦争での敗戦後、GHQの占領下で天皇制についても自由な論争が行われるようになった。その影響下にあって陵墓と陵墓参考地についてもこれまでとは異なる議論が行われるようになった。特に仁徳天皇陵を始めとして陵墓・陵墓参考地についての学術調査が検討されるようになった。1951年（昭和26年）には円山・黄金塚陵墓参考地の実測調査が許可され、1955年（昭和30年）には岡崎公園運動場の施設計画上の障害となっていた鵺塚・姫塚陵墓参考地の発掘調査が行われ、同年8月には移設および陵墓参考地の指定解除が行われている。
以上のような動きがあった時期にあたる1949年（昭和24年）10月に宮内庁書陵部の内部資料として『陵墓参考地一覧』が発行された。その特徴は「該当御方」として想定被葬者の名前が記されたほか、指定年月日や指定前の地目・所有・編入に加えて、「考証意見」として被葬者の信憑性度合いをランク付けした点である。この昭和24年の『陵墓参考地一覧』に記された考証は、昭和30年に1度だけ改訂が行われている。この両者を比較すると、信憑性の高いものについては「永く保存」とするいっぽうで、低いものについては「解除可能」といった再編を積極的に検討したような内容になっている。
こうした方針のもと、1957年（昭和32年）から1963年（昭和38年）までに陵墓参考地の調査が行われた。これらの調査によって新たに指定の解除が行われた事例はないが、替わりに1958年（昭和33年）に藤井寺陵墓参考地が、1969年（昭和44年）には畝傍陵墓参考地が、それぞれ国指定史跡に指定された。両者は現在に至るまで二重指定が行われている。またこの調査の資料とみられる『陵墓参考地一覧』が1959年（昭和33年）に作成されており、ここでも考証について記されている。
| 考証的分類 | 昭和24年                               | 昭和30年                                           | 昭和33年 |
| ---------- | -------------------------------------- | -------------------------------------------------- | --- |
| 第1類      | 陵墓の疑いが濃いもの                   | 陵墓の疑いが濃いもの                               | 墓塋の形式が擬せられている御方の時代合致し、所在地も文献に考証のあるもので、考証上は陵墓に決定の見込みをもって速やかに調査を必要とするもの |
| 第2類甲    | 第1類に次ぐもの                        | 第1類に次ぐもの                                    | - |
| 第2類      | 陵墓の疑いを否定し難いもの             | 陵墓の疑いを否定し難いもの。永く保存               | 陵墓として疑いを否定しえないもの。この中には調査の結果によっては第1類もしくは第3類に入るものも出ると思われる                               |
| 第3類      | 陵の関係を認めることが適当ではないもの | 陵墓の関係を認めることが適当ではないもの。解除可能 | 陵墓との関係は薄弱と考えられ、解除可能の見込みであるため詳細調査を必要とするもの                                                           |
| 第4類      | -                                      | 今後の調査の結果解除保存を決定すべきもの           | - |

こののち、『陵墓要覧』が1956年（昭和31年）・1974年（昭和49年）・1993年（平成5年）と発行されているが、これらには被葬者・考証についての記載はなく、また国会でも宮内庁は「被葬者は不明」との答弁を行っている。

## 過去に陵墓参考地の指定が検討された墳墓

### 今城塚古墳
1935年（昭和10年）に宮内大臣から臨時陵墓調査委員会に対し、継体天皇の陵と推測されている今城塚古墳について陵墓参考地に指定すべきか諮問があった。これに対し調査を行った委員会は、翌年に「陵墓参考地に編入すべきとみとめる」との調査結果を報告している。しかし、現在に至るまで陵墓参考地には指定されていない。

### 御室塚古墳・浅間塚古墳・稲荷塚古墳
1901年（明治34年）に内務大臣から埼玉県に充てた訓令によれば、埼玉県樋遣川古墳群にある御室塚古墳・浅間塚古墳・稲荷塚古墳について「御陵墓伝説地が内定されたので厳重取締」をするように指示が出されている。この3基の古墳は御諸別王とその子孫が被葬者と推測されており、これに立脚した見解であったと考えられる。しかし、現在に至るまで陵墓参考地には指定されていない。